# PIECE OF DREAMS
『PIECE OF DREAMS』（ピース・オブ・ドリームス）は、崎谷健次郎の通算10枚目のオリジナル・アルバム。2010年9月1日に発売。

## 解説

### 作品構成
- プロデュースは、崎谷健次郎。
- 6曲の楽曲に、2曲のリミックス、2曲のインストゥルメンタルの10曲を収録している。
- 全曲のコンピューター・プログラミング、ピアノ、キーボード、ストリングスアレンジ、ヴォーカル、コーラスは、崎谷健次郎。

- 音楽雑誌『CDジャーナル』には、「耳に心地いい甘くやさしいヴォーカルと、流れるようなメロディが冴えまくり、大人の恋のラブ・ソングばかりが並ぶ。音の方もストリングスをフィーチャーし、バラードを中心にファンクやR&Bなど多彩で飽きさせない。」と好評されている[2]。

## 収録曲
1. もう一度夜を止めて（2010ver.）
作詞：秋元康 / 作曲 / 編曲：崎谷健次郎
2. Perfect Day
作詞：田口俊 / 作曲 / 編曲：崎谷健次郎
3. ひとりよりも、ふたり
作詞：Kenn Kato / 作曲 / 編曲：崎谷健次郎
4. pastel wind〜風になりたい〜
作詞：Kenn Kato / 作曲 / 編曲：崎谷健次郎
5. RESCUE
作詞 / 作曲 / 編曲：崎谷健次郎
6. 宙の鈴〜ソラノスズ〜
作詞：Kenn Kato / 作曲 / 編曲：崎谷健次郎
7. ひとりよりも、ふたり（Urban Remix）
作詞：Kenn Kato / 作曲 / 編曲：崎谷健次郎
8. RESCUE（Acoustic Remix）
作詞 / 作曲 / 編曲：崎谷健次郎
9. もう一度夜を止めて（2010ver.）〜instrumental〜
作曲 / 編曲：崎谷健次郎
10. Perfect Day〜instrumental〜
作曲 / 編曲：崎谷健次郎